# Glory and Gore
Singles de Lorde
Team
(2013) Yellow Flicker Beat
(2014)
Glory and Gore est une chanson de l'auteure-compositrice-interprète néo-zélandaise Lorde issue de son premier album studio Pure Heroine.

## Promotion

### Médias
La chanson Glory and Gore est choisie par la chaîne de télévision History pour être la bande-son d'un teaser promouvant la deuxième saison de la série télévisée Vikings. Il est diffusé pour la première fois le 8 décembre 2013 pendant le premier épisode de la mini-série Bonnie and Clyde: Dead and Alive.

### Tournée
Pendant sa première tournée, le Pure Heroine Tour (en), Lorde entre sur scène en chantant Glory and Gore. Pour interpréter cette chanson, elle est accompagnée d'un batteur et d'un claviériste. Dans une critique écrite pour The Observer, Kitty Empire (en) explique que, par sa simplicité qui contraste avec les spectacles habituellement proposés par les chanteuses pop, le début du concert est « presque l'opposé d'une entrée ». Dans un article publié par Billboard dans lequel elle commente la prestation de Lorde lors de l'édition 2014 du festival de Coachella, Reggie Ugwu estime que la chanson « donne le ton » pour le reste du spectacle.

## Accueil commercial
Aux États-Unis, Glory and Gore entre dans le Billboard Hot 100 à la 88e place en février 2014, après la diffusion du premier épisode de la saison 2 de Vikings. Cette semaine-là, les ventes de la chanson doublent et atteignent 32 000 unités. La semaine suivante, elle gagne vingt places dans le classement et atteint sa 68e position avec 47 000 ventes.
Fin mars 2014, la chanson fait son entrée dans le top Alternative Songs à la 40e place. Elle atteint par la suite la 17e position de ce classement. Elle intègre aussi le top Rock Airplay à la 48e place avant d'en atteindre la 28e place au mois de mai.

## Classements et certifications
| Classement (2013-14)           | Meilleure position |
| ------------------------------ | ------------------ |
| Australie (ARIA)               | 100                |
| Canada (Canada Rock)           | 36                 |
| Canada (Digital Songs)         | 75                 |
| États-Unis (Hot 100)           | 68                 |
| États-Unis (Alternative Songs) | 17                 |
| États-Unis (Digital Songs)     | 30                 |
| États-Unis (Hot Rock Songs)    | 9                  |
| États-Unis (Rock Airplay)      | 28                 |

| Classement (2014)           | Position |
| --------------------------- | -------- |
| États-Unis (Hot Rock Songs) | 30       |

| Région | Certification | Ventes/Streams |
| --- | ------------- | -------------- |
| Australie (ARIA) | Or            | 35 000^        |
| *Ventes selon la certification ^Mise en rayon selon la certification xNon précisé par la certification ‡ventes/streaming selon la certification |               |                |